# Луга (река)
Лу́га (вод. Laugaz, Laukaa jõtši) — река в Ленинградской и Новгородской областях России. Длина реки — 353 км, площадь водосборного бассейна — 13 200 км². Судоходна на 182 км от устья.

## Этимология
Название имеет финно-угорское происхождение и связано с эст. laugas «лужа, болото, яма, углубление», либо с фин. laukea, эст. lauk, laug «отмель».

## Течение

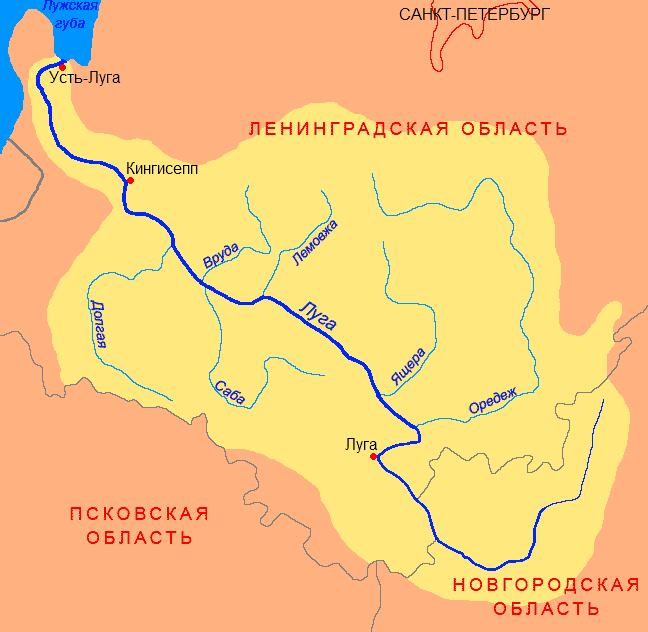
Бассейн реки Луга

Берёт начало из Тёсовских болот в Новгородской области, впадает в Лужскую губу Финского залива двумя протоками, основной и северной, называемой Выбья. В половодье воды Луги по протоке Россони сбрасываются в устье реки Нарвы.
Русло песчаное, на порожистых участках галечно-валунное, встречаются известняковые плиты. Пойма прерывистая, местами изрезанная старицами и заливами.
При пересечении моренных возвышенностей и гряд образует Сабские и Кингисеппские пороги.

## Притоки
- Чёрная (правый, впадает вблизи деревни Мойка Батецкого района Новгородской области в 319 км от устья)
- Кленка (левый, 303 км от устья)
- Тресна (правый, 300 км от устья)
- Кшевка (левый, 267 км от устья)[8]
- Удрайка (правый, 243 км от устья)
- Вревка (левый, 225 км от устья)
- Переволока (правый, 204 км от устья)
- Оредеж (правый, 191 км от устья)
- Рыбинка (левый, 186 км от устья)
- Островенка (левый, 178 км от устья)
- Каменка (левый, 177,5 км от устья)

- Ящера (правый, 177 км от устья)
- Ифенка (правый)
- Кемка (правый, 168 км от устья)
- Губенка (левый, 163 км от устья)
- Лемовжа (правый, 128 км от устья)
- Обнова (левый, 121 км от устья)
- Саба (левый, 109 км от устья)
- Пеледа (правый, 106 км от устья)
- Вруда (правый, 105 км от устья)
- Лыченка (левый, 101 км от устья)
- Долгая (левый, 93 км от устья)
- Верца (левый, 91 км от устья)
- Лубенка (правый, 91 км от устья)
- Хревица (правый, 89 км от устья)
- Азика (правый, 77 км от устья)
- Славянка (левый, 72 км от устья)
- Вагуй (правый)

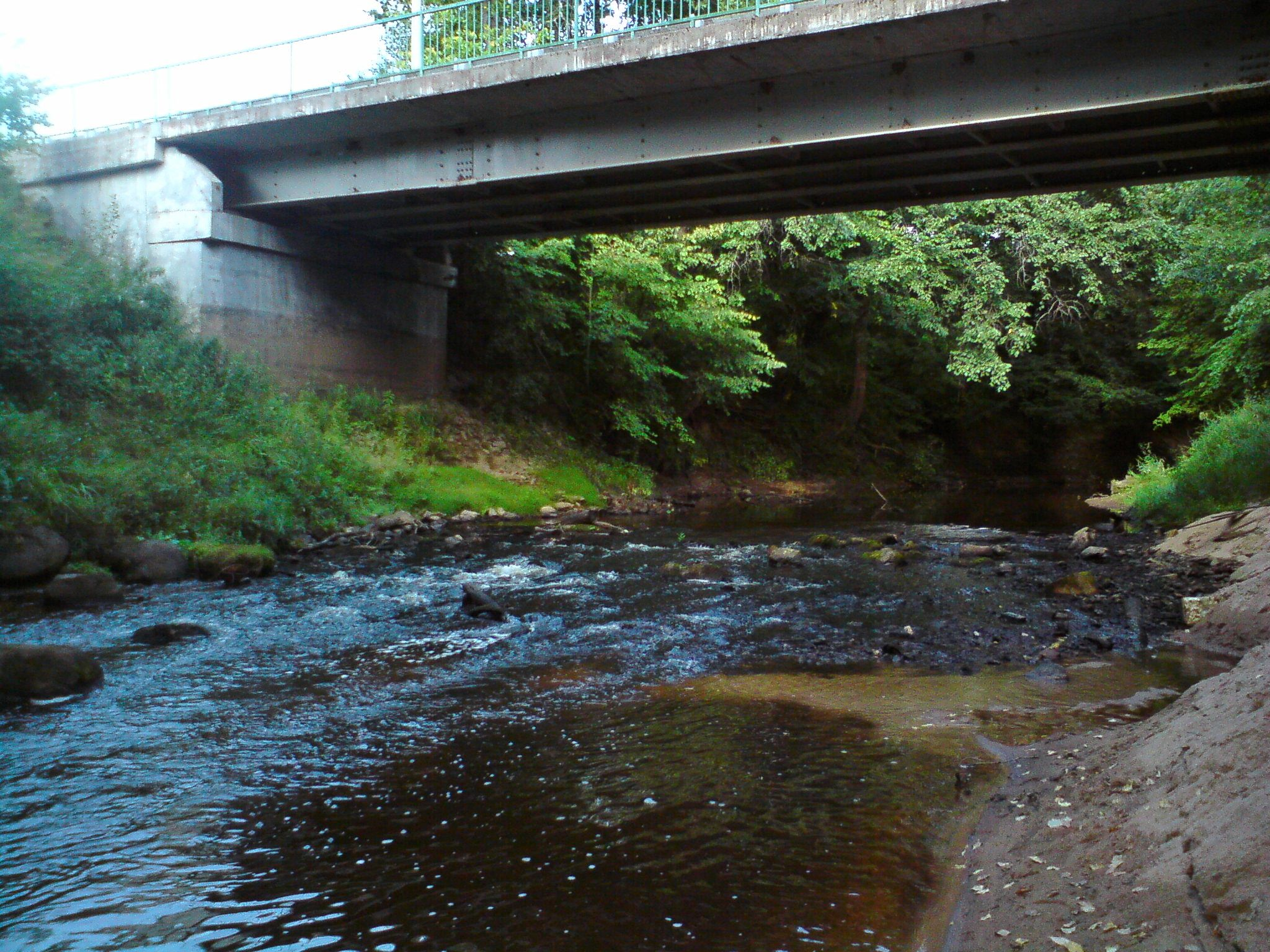
Ящера — правый приток реки Луги

- Касколовка (правый, 57 км от устья)
- Солка (правый, 44 км от устья)
- Солка (правый, 56 км от устья)
- Нотика (левый, 39 км от устья)
- Орьевка (левый, 38,5 км от устья)
- Мертвица (левый, 18 км от устья)

## Гидрология

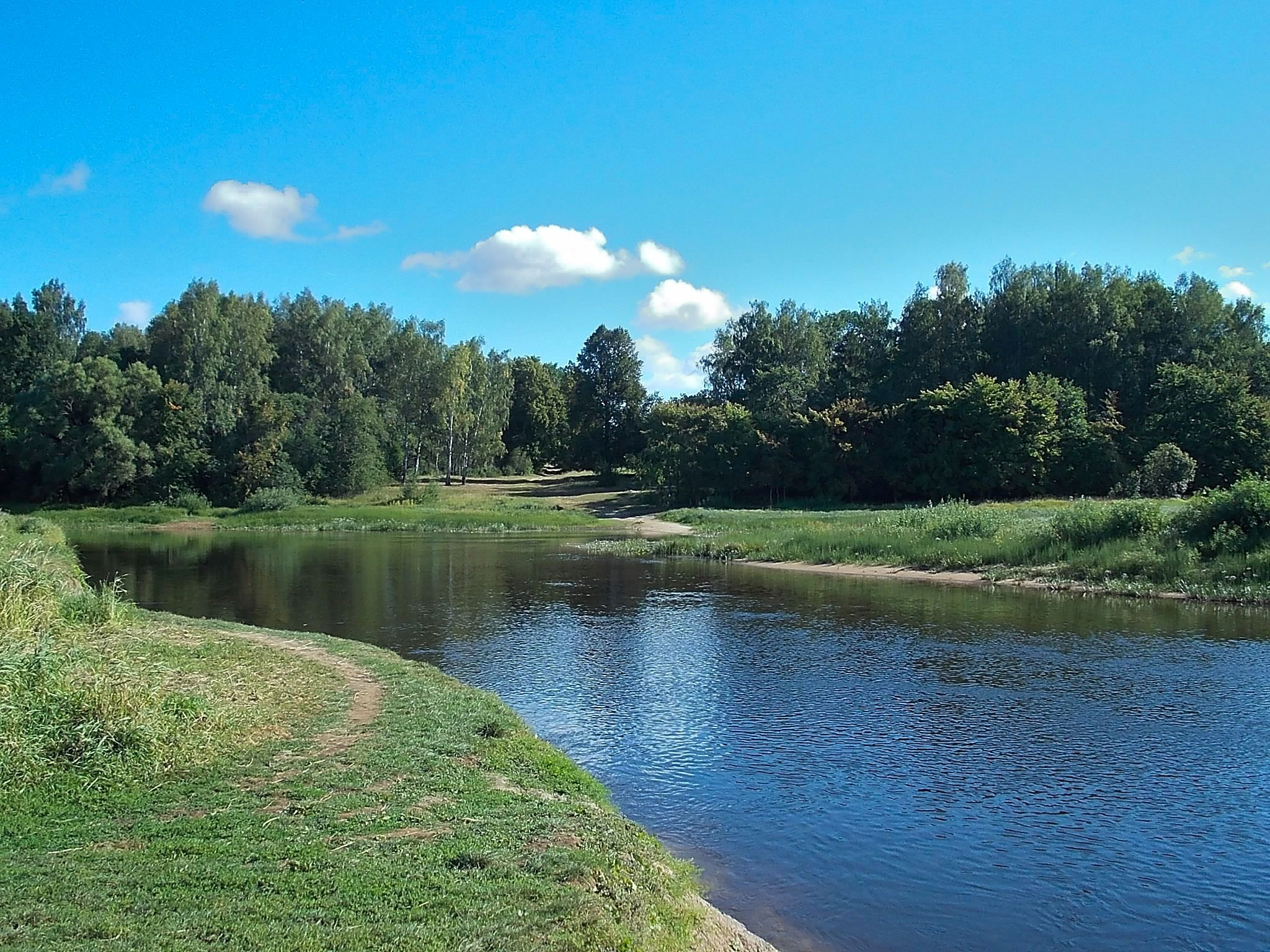
Река Луга в посёлке Толмачёво

Питание смешанное, с преобладанием снегового. Среднемноголетний расход у города Кингисеппа — 86,3 м³/с. Замерзает в начале декабря, вскрывается в начале апреля. (Средние сроки ледостава в верхнем течении: 21 декабря — 25 декабря, в нижнем: 21 ноября — 30 ноября. Средние сроки ледохода в верхнем течении: 1 апреля — 10 апреля, в нижнем течении: 11 апреля — 20 апреля).

## Экономическое значение

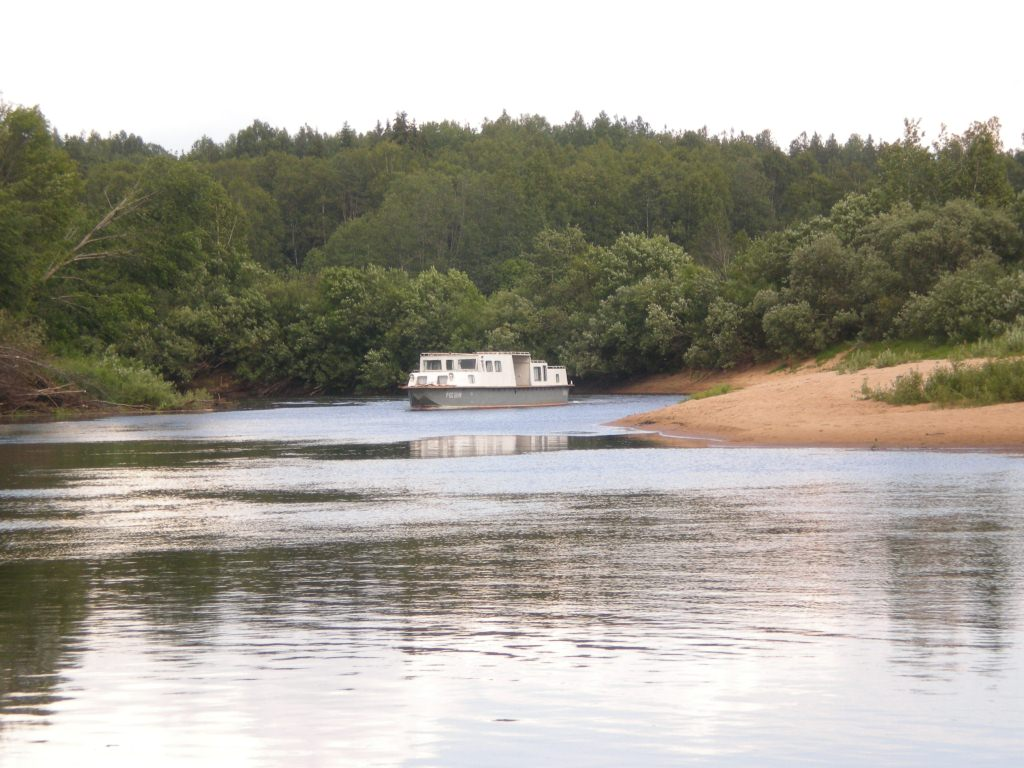
Катер «Гаврюша» в среднем течении реки

Судоходство: судоходна на 182 км от устья на отдельных участках, разделённых порогами. Габариты судового хода и судоходная навигационная обстановка с 1990-х гг. не поддерживаются.
Водоснабжение: на Луге находятся города Луга, Кингисепп, а также строящийся порт Усть-Луга.
Электроэнергетика: на реке расположена находящаяся в законсервированном состоянии малая Кингисеппская ГЭС.

## Переправы через Лугу
От истока до Луги

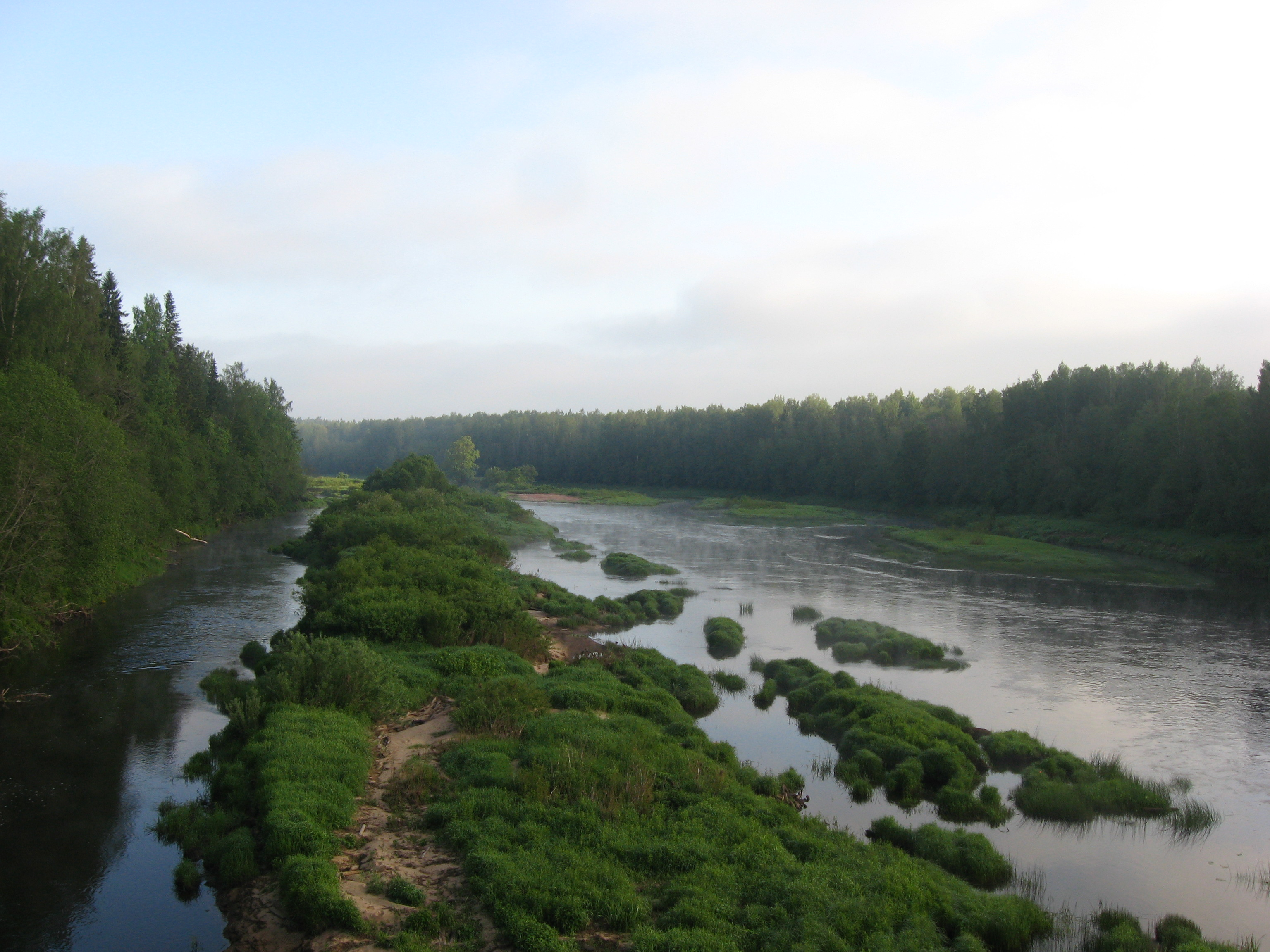
Река Луга ниже моста по дороге Р42 у дер. Поречье.

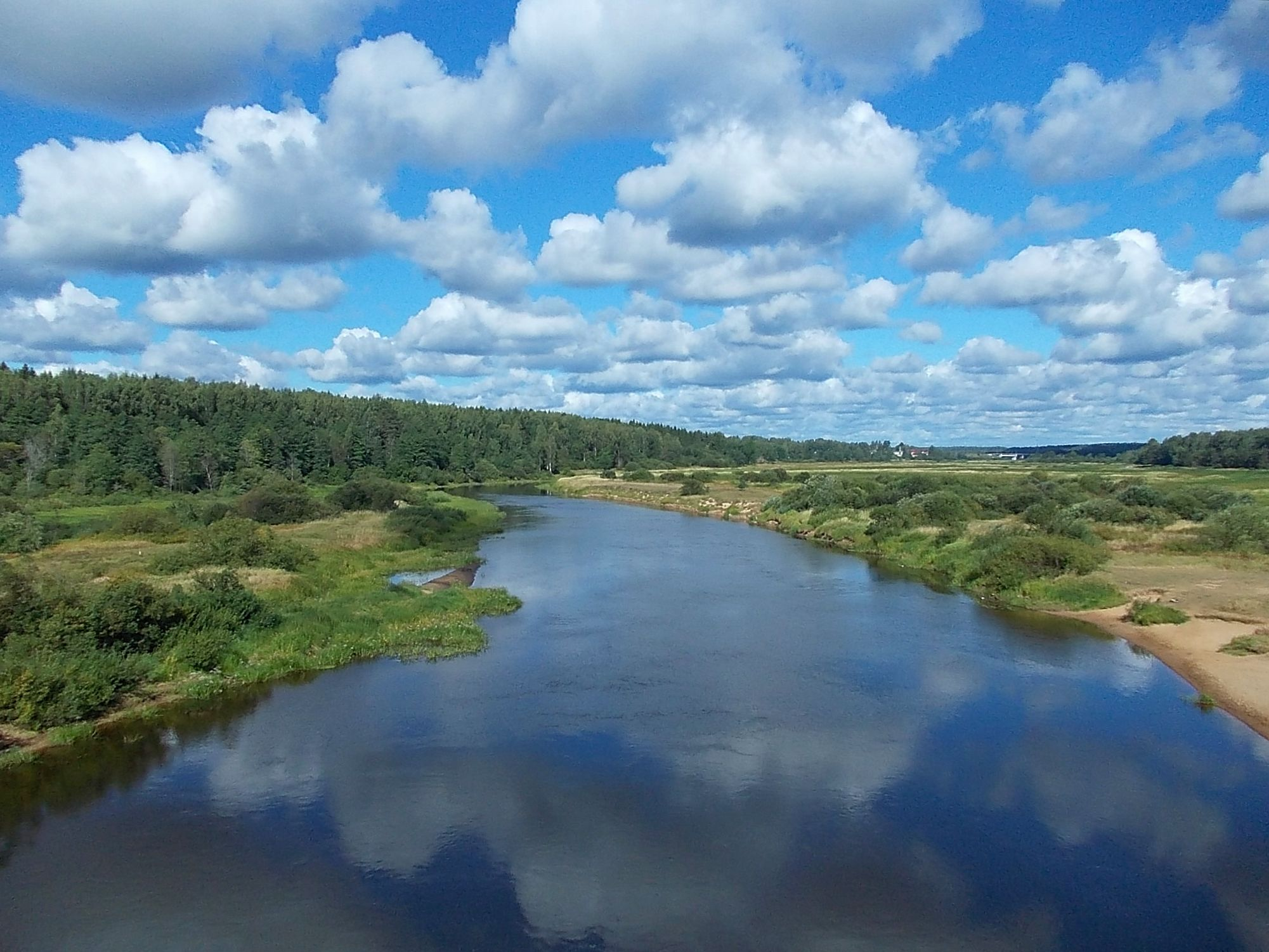
Река Луга с моста на дороге Р23 у п. Толмачёво

- Автомобильный мост по дороге между Вольной Горкой и Велегощами,
- Автомобильный мост у деревни Вольное Загорье,
- Автомобильный мост на дороге Р47 у деревни Жестяная Горка,

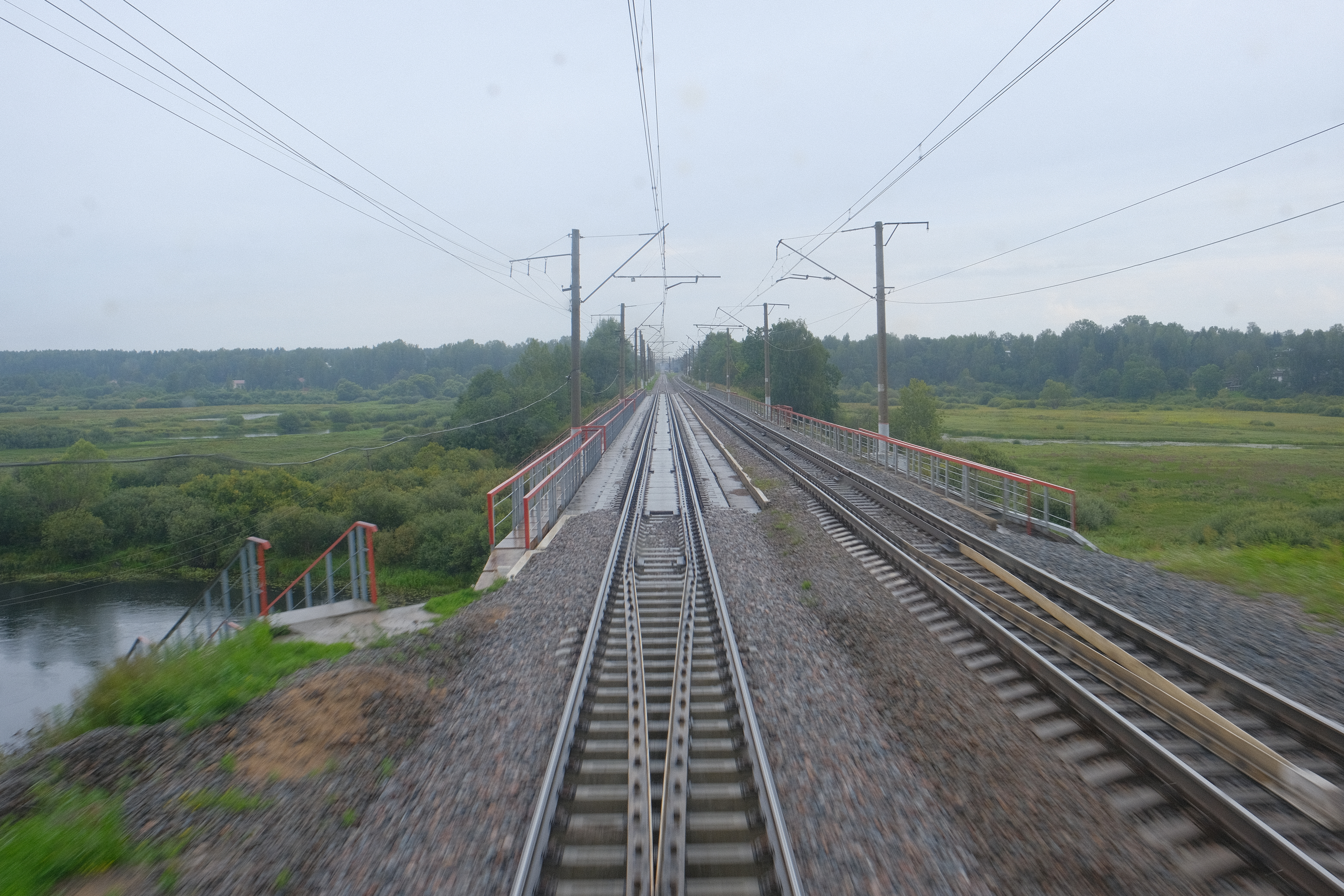
Железнодорожный мост между Толмачёво и Партизанской

- Железнодорожный мост на перегоне Мойка — Люболяды направления Новгород — Луга,
- Мосты между деревнями Воронино и Погост-Саблё.
- Автомобильный мост на отвороте с дороги Воронино — Теребони в деревню Подборовье.
- Автомобильный мост по дороге между Теребонями и Ожогином Волочком,
- Автомобильный мост между деревнями Оттурицы и Косицкое
- Железнодорожный мост на перегоне Батецкая — Передольская,
- Автомобильный мост по дороге между посёлком Батецкий и деревней Торошковичи,
- Железнодорожный мост на перегоне Батецкая — Луга направления Новгород — Луга, Луга:
- Автомобильный четырёхполосный железобетонный мост по дороге Р41,
- Пешеходный мост,
- Автомобильный двухполосный мост,
- Автомобильный мост, Луга — Кингисепп:
- Автомобильный мост по дороге М20 между Лугой и Толмачёво, Железнодорожный мост между Толмачёво и Партизанской
- Железнодорожный мост на перегоне Партизанская — Толмачёво Лужского направления Октябрьской железной дороги,
- Автомобильный двухполосный трёхпролётный мост дороге Р39 у деревни большой Сабск в сторону деревни Липа,
- Автомобильный двухполосный четырёхпролётный мост дороге Р42 между Ивановское и Загорье.
- Железнодорожный трёхпролётный металлический мост на перегоне Кленна — Криуши направления Веймарн — Сланцы, Кингисепп:
- Плотина,
- Железнодорожный шестипролётный однопутный мост, средняя опора находится на острове посередине реки. Железная дорога к станции Сала направления на Ивангород,
- Автомобильный двухполосный трёхпролётный мост дороге Р60 в сторону Новопятницкое направления на Ивангород, Кингисепп — Усть-Луга:
- Автомобильный четырёхполосный мост дороге А180 с развязкой на правом берегу,
- Опоры несохранившегося железнодорожного моста в районе села Преображенка, Усть-Луга:
- Автомобильный двухполосный пятипролётный мост, три средних пролёта — металлические фермы, расположен на дороге Санкт-Петербург — Сосновый Бор — Ручьи.

## Данные водного реестра

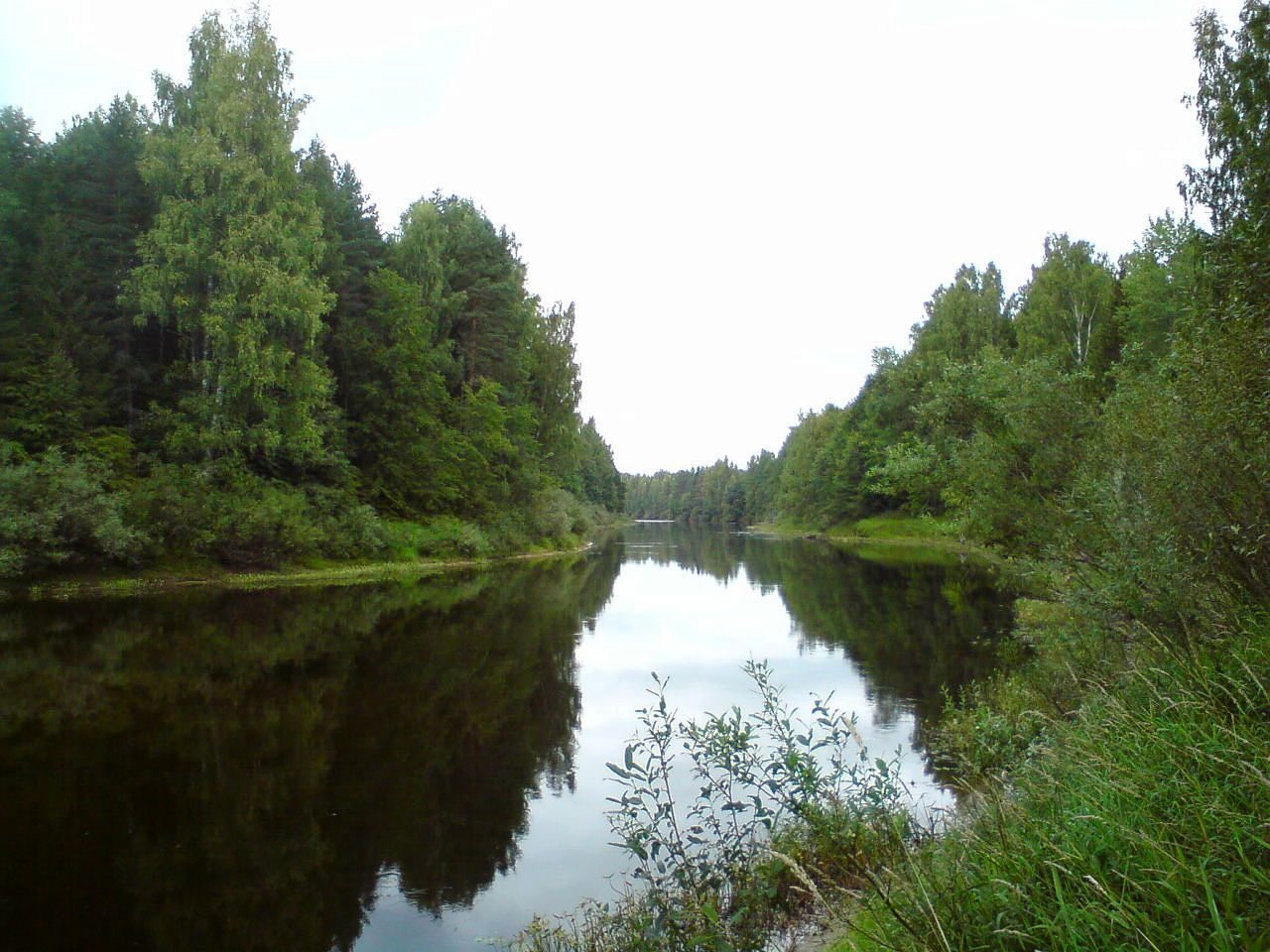
Река Луга между деревнями Ящера и Кемка.

По данным государственного водного реестра России относится к Балтийскому бассейновому округу, водохозяйственный участок реки — Луга. Относится к речному бассейну реки Нарва (российская часть бассейна).
По данным геоинформационной системы водохозяйственного районирования территории РФ, подготовленной Федеральным агентством водных ресурсов. Код водного объекта в государственном водном реестре — 01030000512102000025583.

## Экология
В 2007 году воды Луги характеризуются как загрязненные (УКИЗВ — 2,72), что соответствует 3 классу качества (разряд «а»). Отмечалось превышение нормативов по 9 из 17 учитываемым показателям. В 2006 году воды также характеризовались как загрязненные (УКИЗВ — 2,97).